# Yuki Tazawa
Yuki Tazawa (田澤 勇気 Tazawa Yuki?), född 16 juli 1979 i Shizuoka prefektur, är en japansk före detta fotbollsspelare.
Tazawa började sin karriär 2002 i Consadole Sapporo. Efter Consadole Sapporo spelade han för Jatco, FC Eastern, TDK, FC Gifu och Thank FC Kuriyama. Han avslutade karriären 2007.